# 重庆医科大学
重庆医科大学，简称重医，位於中國重慶市，创建于1956年，由上海第一医学院（现复旦大学上海医学院）分迁来渝组建而成，原名重庆医学院，1985年更名为重庆医科大学。

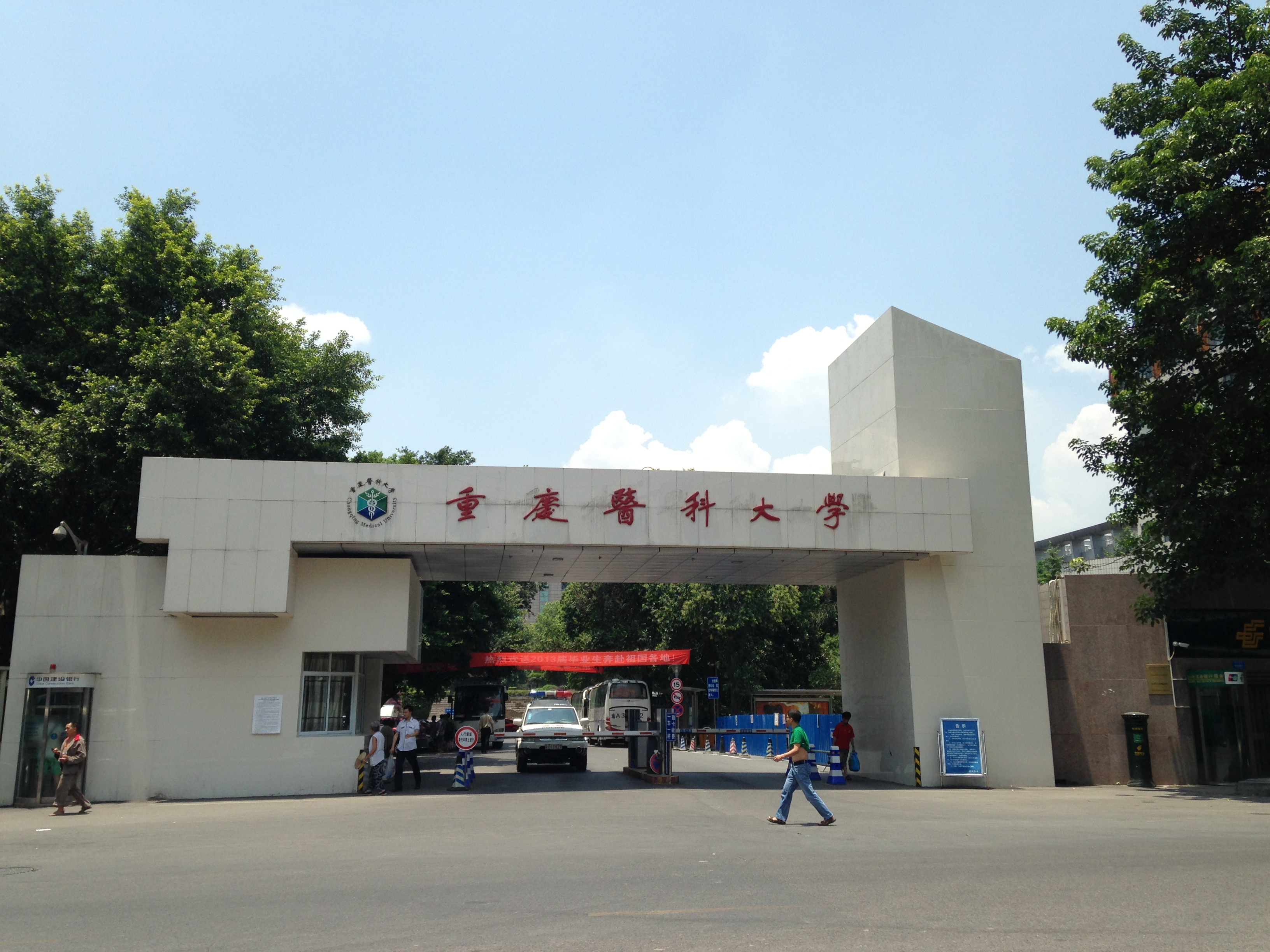
重慶醫科大學

## 院系概况
截至2016年12月，学校设有19个学院、系、部，并设立研究生院。
| 院系               | 专业                                                                             |
| 第一临床学院       | 临床医学（五年制）一系、临床医学（5+3一体化）一系、精神医学                      |
| 第二临床学院       | 临床医学（五年制）二系、临床医学（5+3一体化）二系、康复治疗学                    |
| 儿科学院           | 临床医学（儿科学方向五年制）、临床医学（5+3一体化，硕士段培养方向：儿科学）      |
| 口腔医学院         | 口腔医学、口腔医学技术                                                           |
| 第五临床学院       | 临床医学（定向）                                                                 |
| 基础医学院         | 基础医学、法医学、生物信息学                                                     |
| 公共卫生与管理学院 | 预防医学、公共事业管理、卫生检验与检疫、食品卫生与营养学、应用统计学、应用心理学 |
| 药学院             | 临床药学、药学、药物制剂                                                         |
| 中医药学院         | 中医学、针灸推拿学、中西医临床医学、中药学                                       |
| 检验医学院         | 医学检验技术                                                                     |
| 外国语学院         | 英语（医学方向）                                                                 |
| 生物医学工程学院   | 生物医学工程、生物信息学                                                         |
| 护理学院           | 护理学                                                                           |
| 麻醉系             | 麻醉学                                                                           |
| 医学影像系         | 医学影像学、医学影像技术                                                         |
| 生命科学研究院     | 医学实验技术                                                                     |
| 医学信息学院       | 信息管理与信息系统、医学信息工程                                                 |
| 思想政治教育学院   | -                                                                                |
| 体育工作部         | -                                                                                |
| 实验教学管理中心   |                                                                                  |

### 历任领导
| 职务     | 姓名   | 任期           |
| -------- | ------ | -------------- |
| 院长     | 陈同生 | 1955.10-1957.1 |
| 院长     | 周泽昭 | 1957.1-1967.1  |
| 院长     | 孟德泽 | 1973-1978      |
| 党委书记 | 孟德泽 | 1956.12-1967.1 |
| 院长     | 钱悳   | 1978-1983.7    |
| 校长     | 吴味辛 | 1983.8-1989.3  |
| 党委书记 | 张丕德 | 1983.8-1987.12 |
| 党委书记 | 贾本乾 | 1987.12-1991.7 |
| 校长     | 周雅德 | 1989.3-1999.3  |
| 党委书记 | 周雅德 | 1991.8-1999.3  |
| 校长     | 金先庆 | 1999.3-2004.9  |
| 党委书记 | 王丕龙 | 1999.3-2004.9  |
| 党委书记 | 吴小翎 | 2004.9-2017.4  |

## 附属医院
- 重庆医科大学附属第一医院
- 重庆医科大学附属第二医院
- 重庆医科大学附属儿童医院
- 重庆医科大学附属口腔医院
- 重庆医科大学附属大学城医院
- 重庆医科大学附属永川医院
- 重庆医科大学附属康复医院
- 重庆医科大学附属第三医院